# Serebrianye Proudy
Serebrianye Proudy (en russe : Серебряные Пруды , en français Étangs d'argent) est une commune urbaine de l'oblast de Moscou, en Russie. Elle se trouve à 160 kilomètres de Moscou. Sa population s'élève à 8 792 habitants en 2019.

## Géographie
La commune urbaine Serebrianye Proudy se situent sur le cours de l'Ossiotr. 

## Galerie

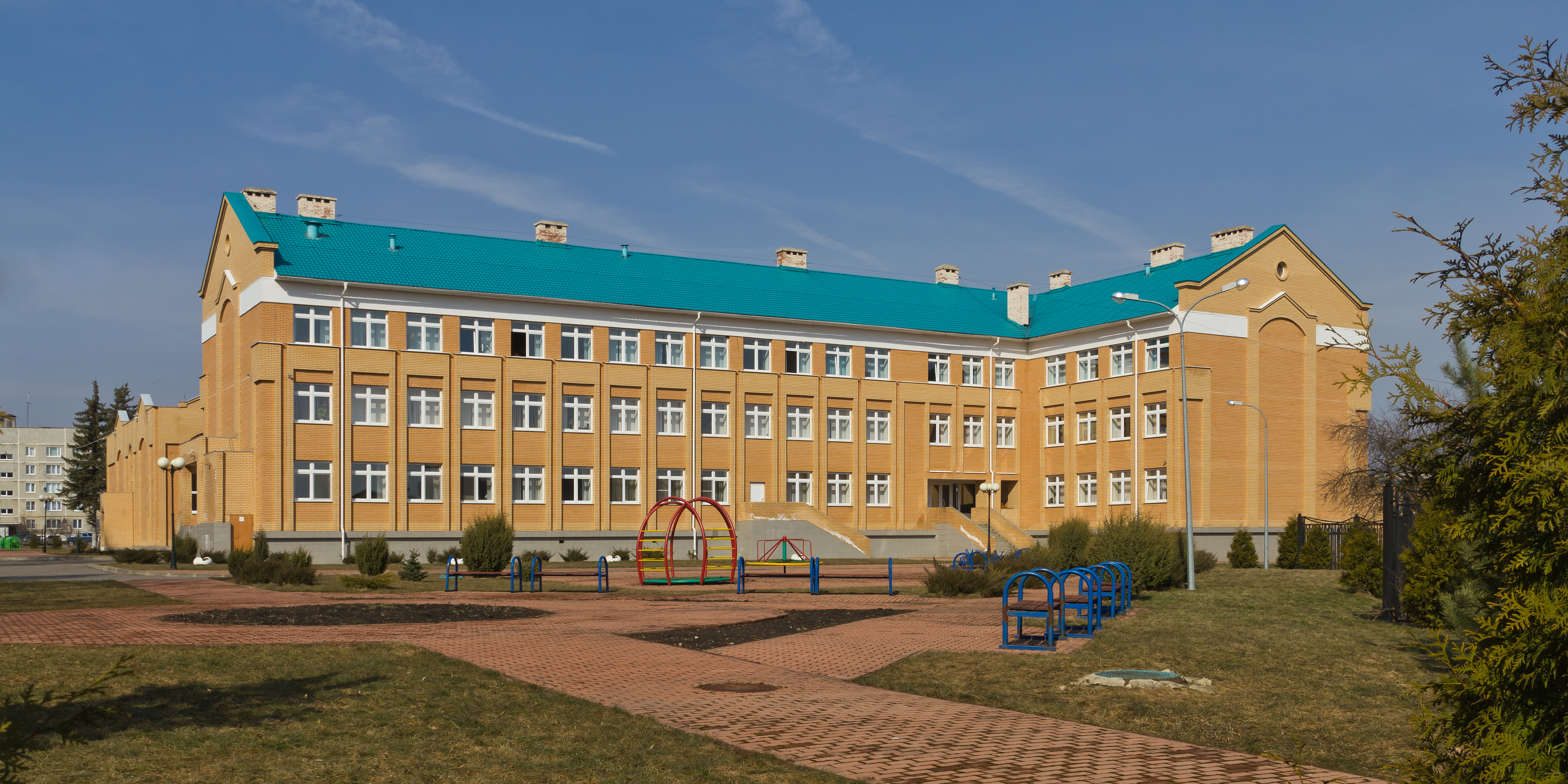
École de Serebrianye Proudy
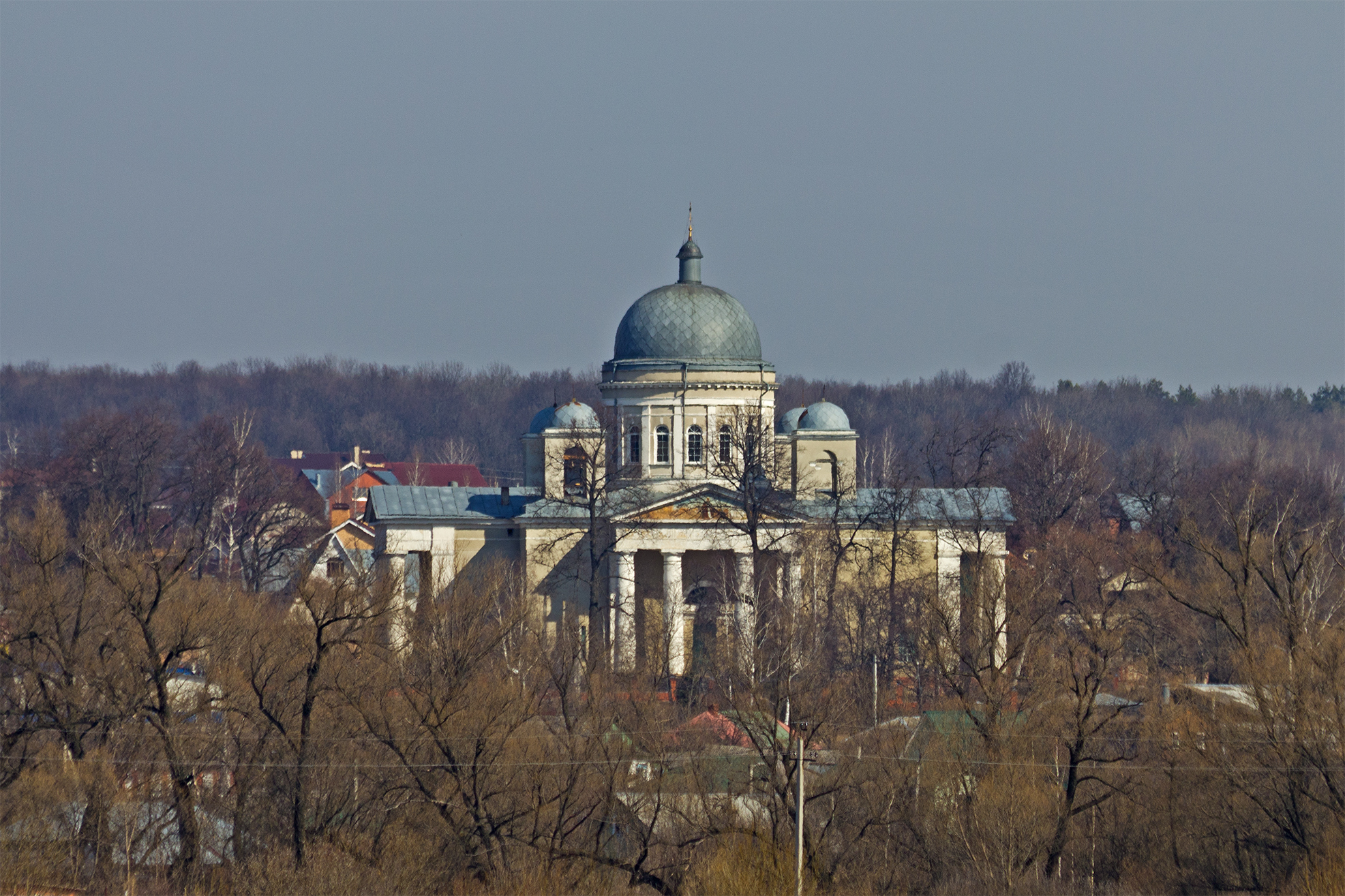
Église Saint-Nicolas.
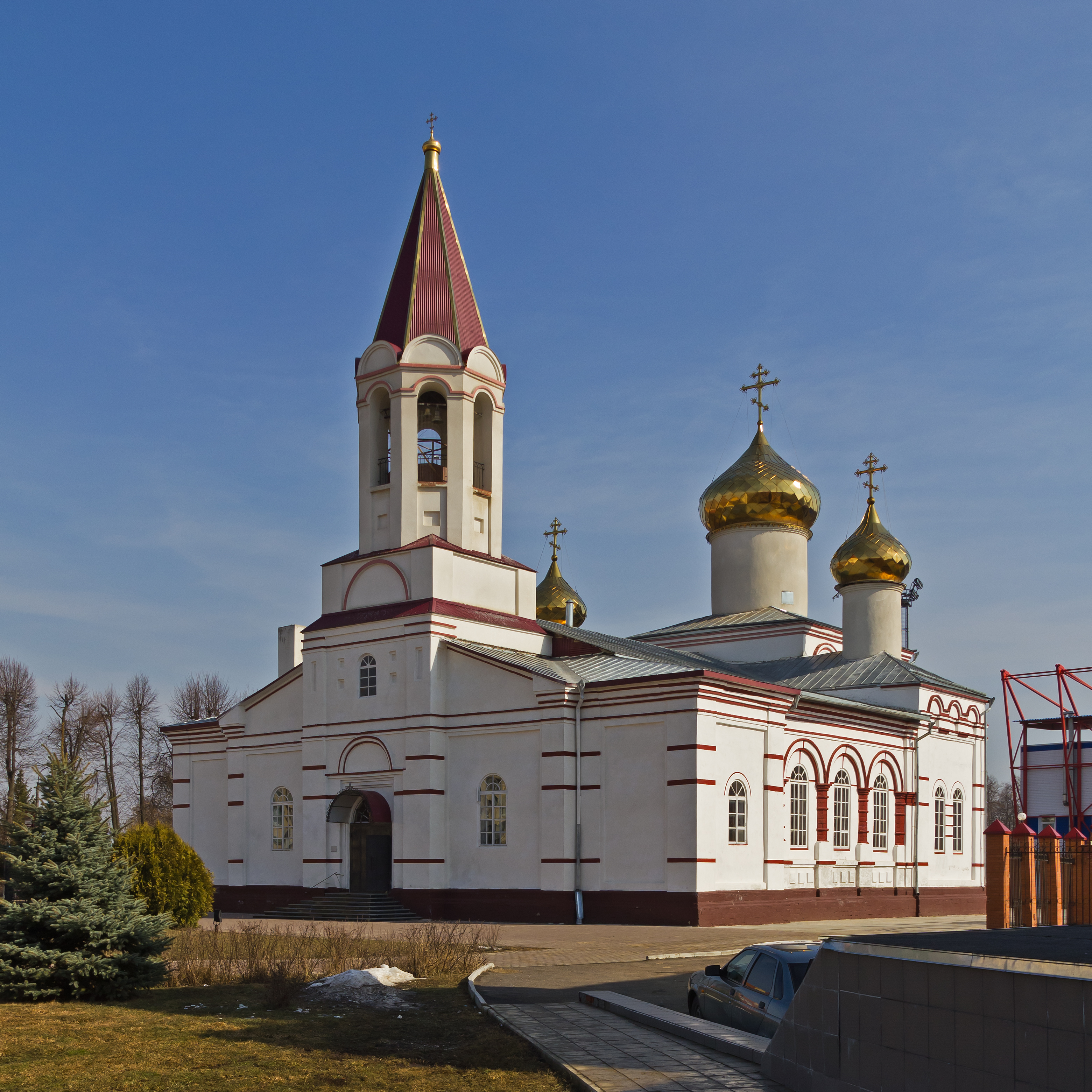
Église Notre-Dame-du-Signe.
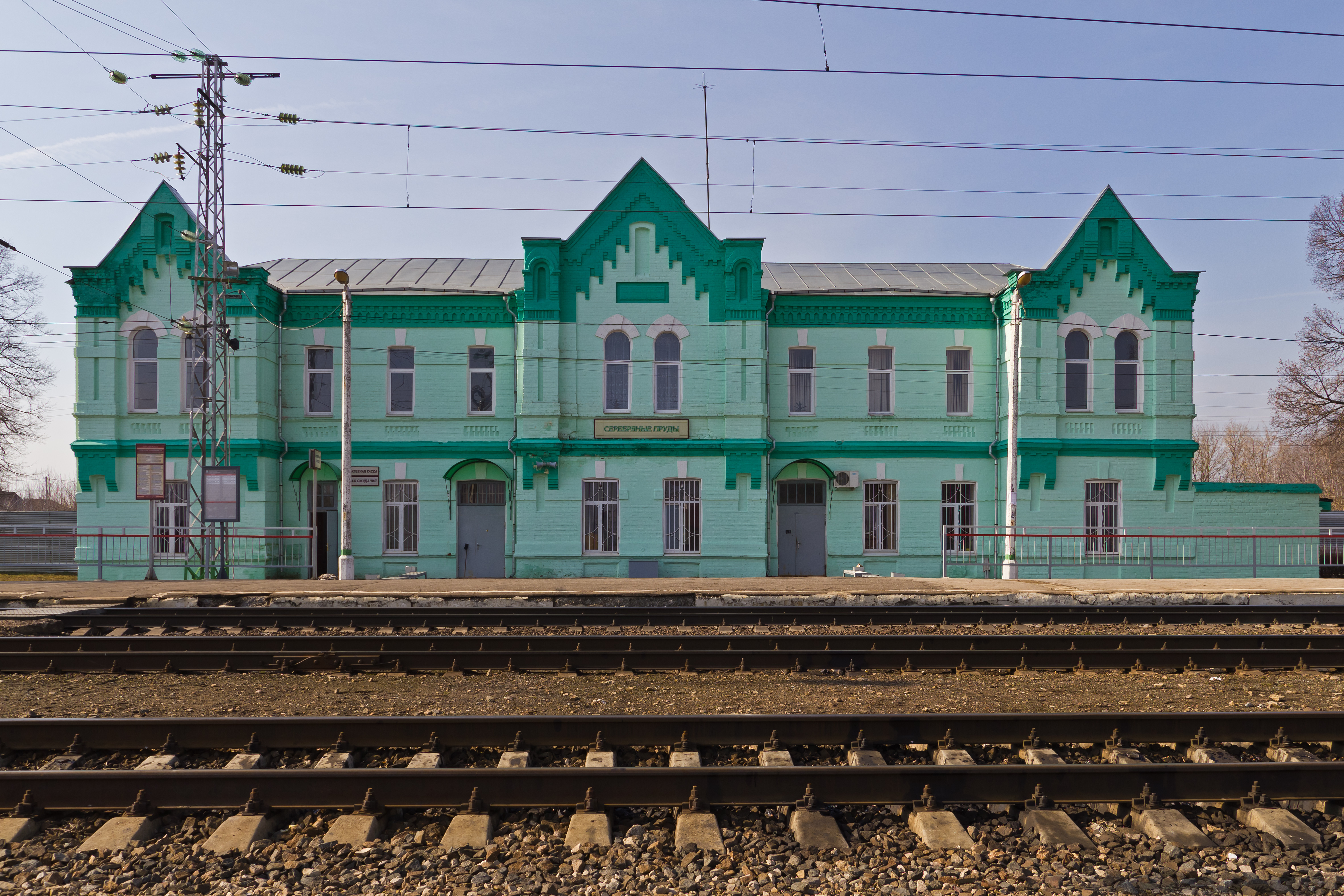
Gare des trains Serebrianye Proudy.